# Klöverål
Klöverål eller Stjälkål    (Ditylenchus dipsaci) är en rundmaskart som först beskrevs av Kuhn 1857.  Ditylenchus dipsaci ingår i släktet Ditylenchus och familjen Anguinidae. Arten är reproducerande i Sverige. Inga underarter finns listade i Catalogue of Life.